# 1700 год в литературе

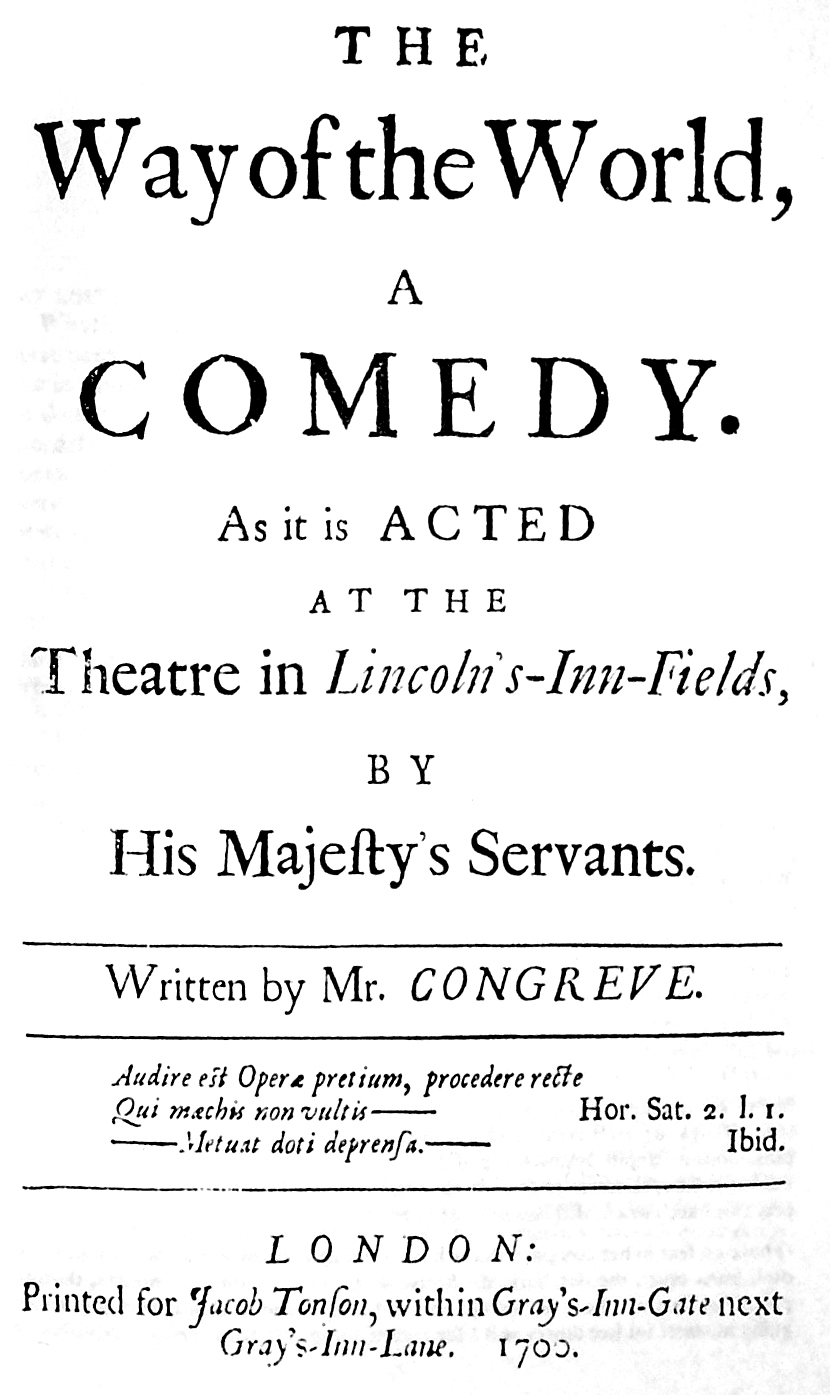
Первое издание комедии Уильяма Конгрива «Так поступают в свете» (1700)

## События
- Даниель Дефо начал заниматься литературным творчеством, издав поэму «The Pacificator».
- Английский драматург Уильям Конгрив оставил театральную деятельность

## Произведения
- Английская писательница Мэри Эстел опубликовала эссе «Some Reflections upon Marriage».
- Английский драматург Уильям Конгрив издал комедию «Так поступают в свете».
- Французский писатель Гасьен де Куртиль де Сандра опубликовал в 3 томах книгу "«Мемуары мессира д’Артаньяна, капитан-лейтенанта первой роты мушкетёров короля, содержащие множество вещей личных и секретных, произошедших при правлении Людовика Великого».
- Английская драматическая писательница, поэтесса, драматург Сузанна Центливр издала книгу «Familiar and Courtly Letters as Astraea», поэму «Polminia: Of Rhetorick» и пьесу «The Perjur’d Husband; or, The Adventures of Venice».
- Английский драматург Колли Сиббер издал пьесу «Трагическая история короля Ричарда III» («The Tragical History of King Richard III»).
- Английский драматург Джон Деннис издал трагедию «Ифигения» («Iphigenia: A tragedy»).
- Вышла в свет первая пьеса «The Ambitious Stepmother» Николаса Роу.
- Опубликовано сочинение в прозе «Возрожденная Хорватия» хорватского писателя Павао Риттера Витезовича.

## Родились
- 14 января — Кристиан Фридрих Хенрици,  немецкий поэт (ум. 1764).
- 2 февраля — Иоганн Кристоф Готтшед, немецкий писатель (ум. 1766).
- 20 марта — Бенедикт Хмелёвский, польский католический писатель (ум. 1763).
- 14 мая — Мэри Гранвил Делейни, английская мемуаристка (ум. 1788).
- 11 сентября — Джеймс Томсон, шотландский поэт и драматург (ум. 1748).
- 30 сентября — Станислав Конарский, польский политический писатель, поэт, драматург (ум. 1773).
- 25 ноября — Ката Бетлен, трансильванская писательница (ум. 1759).

### Без точной даты
- Довлетмамед Азади, туркменский поэт (ум. 1760).
- Джузеппе Бонекки, итальянский поэт, придворный стихотворец.
- Павел Долежал, словацкий писатель (ум. 1778).
- Филип Ластрич, боснийский духовный писатель (ум. 1783).
- Габриэль-Луи Перо, французский писатель-биограф (ум. 1767).

## Умерли
- 6 августа — Иоганн Беер, австрийский писатель (род. 1655).
- 12 мая — Джон Драйден, английский поэт, драматург, критик, баснописец (род. 1631).
- 12 мая — Иосиф бен-Авраам Алиас, еврейский типограф, издатель, книгопечатник и издатель знаменитой еврейской Библии